# Miriam Ponsa
Miriam Ponsa (Manresa) és una dissenyadora de moda independent. Els seus dissenys els comercialitza l'empresa CREASILK S.L amb la marca MIRIAM PONSA. És diplomada en disseny de moda per la Universitat de Southampton (Anglaterra) i especialitzada en disseny i tècniques de punt, a Igualada. Té el taller a Manresa, al mateix espai on el 1886 la seva rebesàvia va fundar una fàbrica tèxtil dedicada a la producció de les betes de les espardenyes.

## Premis i reconeixements
- Premi 080 Barcelona Fashion a la millor col·lecció tardor-hivern 2013-14 per "Transhumància" (2013)
- Premi 080 Barcelona Fashion a la millor col·lecció tardor-hivern 2011-2012 per "Les bugaderes" (2011)
- Premi 080 Barcelona Fashion a la millor col·lecció de dona Tardor-hivern 2010-2011 atorgat pel departament de Comerç i Turisme de la Generalitat per "Textura social" (2010)[4]
- Premi Barcelona és Moda a la millor empresa emergent atorgat per la Cambra de Comerç de Barcelona (2007)